# Calystegia marginata
Calystegia marginata är en vindeväxtart som beskrevs av Robert Brown. Calystegia marginata ingår i släktet snårvindor, och familjen vindeväxter. Inga underarter finns listade i Catalogue of Life.

## Bildgalleri

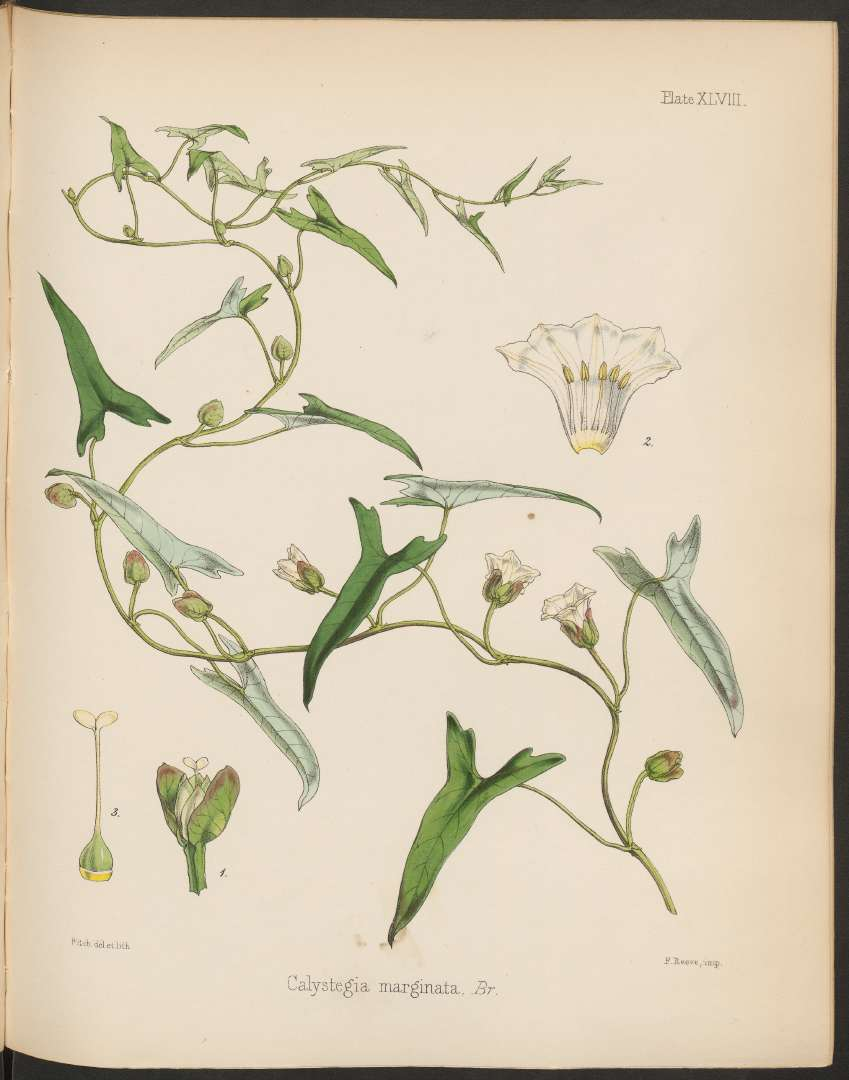